# Dick Gibson
Richard »Dick« Gibson, britanski dirkač Formule 1, * 16. april 1918, Bourne, Lincolnshire, Anglija, Združeno kraljestvo, † 17. december 2010, Cadiz, Španija.
Dick Gibson je pokojni britanski dirkač Formule 1. V svoji karieri je nastopil na dveh dirkah, nikoli pa se mu ni uspelo uvrstiti med dobitnike točk.

## Popolni rezultati Formule 1
(legenda) (odebeljene dirke pomenijo najboljši štartni položaj, poševne pa najhitrejši krog, †-uvrščen kljub odstopu)
| Leto | Moštvo   | Šasija          | Motor     | 1   | 2   | 3   | 4   | 5   | 6       | 7   | 8       | 9   | 10  | 11  | Prv | Toč |
| ---- | -------- | --------------- | --------- | --- | --- | --- | --- | --- | ------- | --- | ------- | --- | --- | --- | --- | --- |
| 1957 | R Gibson | Cooper T43 (F2) | Climax S4 | ARG | MON | 500 | FRA | VB  | NEM Ret | PES | ITA     |     |     |     | -   | 0   |
| 1958 | R Gibson | Cooper T43 (F2) | Climax S4 | ARG | MON | NIZ | 500 | BEL | FRA     | VB  | NEM Ret | POR | ITA | MAR | -   | 0   |